# ویکی‌پدیای لیمبورخی
ویکی‌پدیای لیمبورخی نسخه زبان لیمبورخی وب‌گاه ویکی‌پدیا است.
زبان لیمبورخی تا ۱۹ مه ۲۰۱۲ با بیش از ۶٬۹۸۰ مقاله در رده صدوبیست وهشت ویکی‌پدیاها قرار گرفته‌است.